# Lorenzo Marone
Œuvres principales
La tentazione di essere felici
Lorenzo Marone, né le 12 décembre 1974 à Naples en Italie, est un écrivain italien.

## Biographie
Lorenzo Marone a exercé la profession d'avocat – son père Riccardo Marone (it) fut un important avocat italien devenu homme politique en Campanie, dont maire de transition de Naples après la démission d'Antonio Bassolino – à Naples, sa ville natale et de résidence, avant de se tourner, par passion, vers la littérature et de changer de métier,.

## Œuvre littéraire
- Daria, éd. La Gru, 2012
- Novanta, éd. Tullio Pironti, 2013
- La tentazione di essere felici, éditions Longanesi, 2015  – prix Stresa 2015

traduit sous le titre La Tentation d'être heureux par Renaud Temperini, éditions Belfond, coll. « Littérature étrangère », 2016, 336 p.  (ISBN 978-2-7144-7098-0)
- La tristezza ha il sonno leggero, éd. Longanesi, 2016
- Magari domani resto, éditions Feltrinelli, 2017
- Un ragazzo normale, éd. Feltrinelli, 2018
- Cara Napoli, éd. Feltrinelli, 2018
- Tutto sarà perfetto, éd. Feltrinelli, 2019